# Церковь Святого Иоанна (Чинсура)
Церковь Святого Иоанна (Чинсура) находится в городе Чинсура в Индии.
Построена В 1697 году (по некоторым данным в 1695) и посвящена Св. Иоанну Крестителю.
Является вторым старейшим христианским храмом Бенгалии и старейшей армянской церковью в Индии. Церковь хорошо сохранились благодаря близости к Калькутте и заботе Армянского комитета Церквей.
Ежегодно, 13-14 января, в церкви отмечается праздник Иоанна Крестителя, мощи которого (часть кости руки), как считается, находятся в Церкви Святого Назарета, находящейся в 65 километрах, и доставляются на праздник в Церковь пилигримами.
Рядом с церковью находится фамильное кладбище известных князей из Арцахского Гюлистана Мелик-Бегларянов.
Армяне поселились в Чинсуре в 1645 году после голландцев, образовавших колонию в 1625 году. До конца XIX века армянское поселение в Чинсуре было достаточно большим.
1 марта 2007 года церковь посетил Католикос Всех Армян Гарегин II.